# Braunes Haus (Magdeburg)

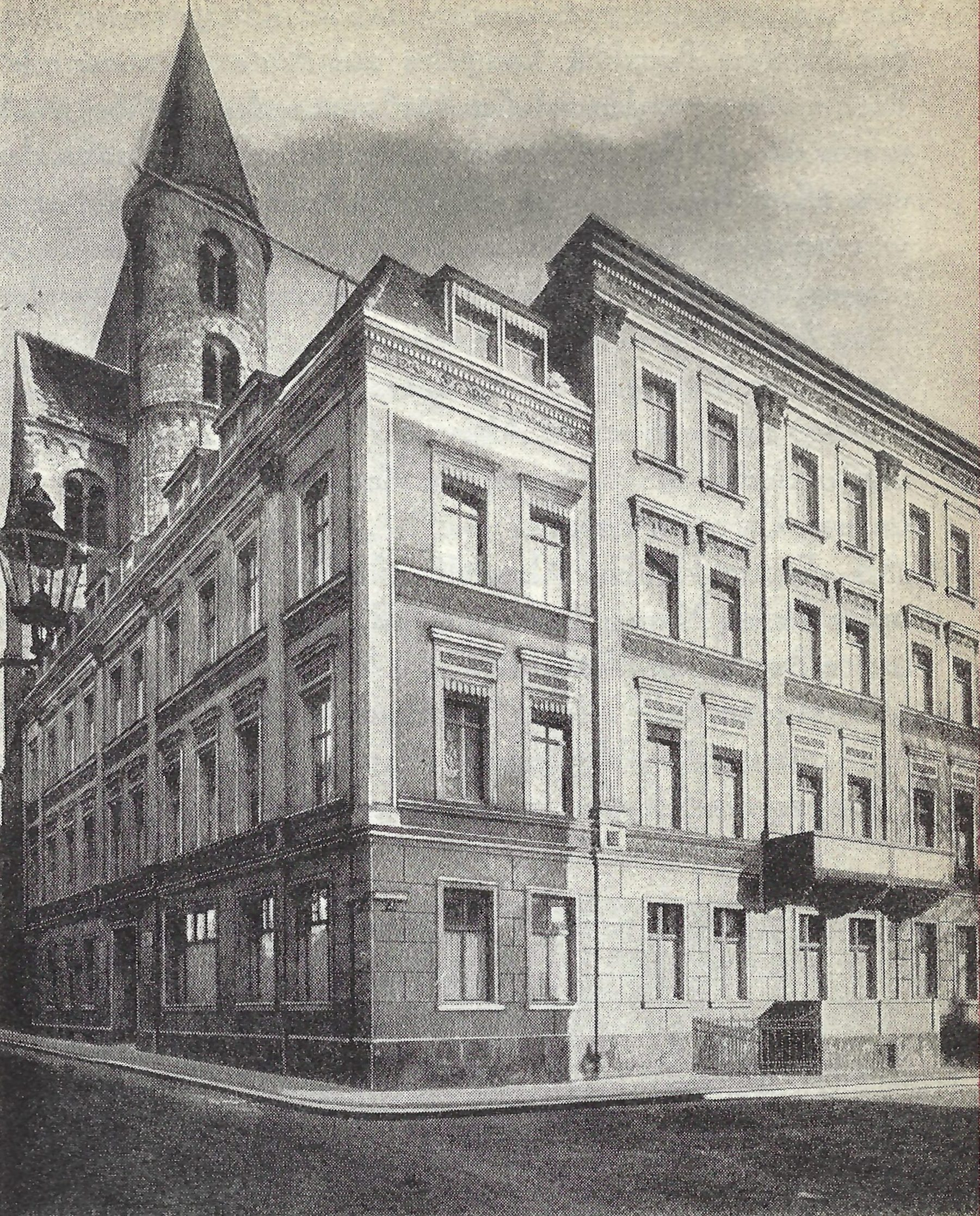
Das spätere Braune Haus – 1929 oder früher – noch als Bundeshaus des Reichsbanners Schwarz-Rot-Gold, im Hintergrund das Kloster Unser Lieben Frauen

Das Braune Haus war ein Gebäude in Magdeburg im heutigen Sachsen-Anhalt. In der Zeit des Nationalsozialismus befand sich im Gebäude der Sitz der Staatspolizeileitstelle Magdeburg der Gestapo. Im Haus wurden auch Gegner des NS-Regimes gefoltert. Eine Gedenktafel erinnert an die Opfer. Das Gebäude selbst wurde im Zweiten Weltkrieg zerstört und später nicht wieder aufgebaut.

## Lage
Es befand sich in der Magdeburger Altstadt auf der Ostseite der Regierungsstraße, in einer Ecklage zur südlich ansetzenden Straße Klosterkirchhof. Unmittelbar nördlich des Hauses stand die Marienkirche des Klosters Unser Lieben Frauen. Die Adressierung lautete Regierungsstraße 1. Zum Grundstück gehörten wohl ab 1936 auch die neu nummerierten Häuser Klosterkirchhof 1 bis 3.

## Architektur und Geschichte
Etwa am Standort des Hauses befand sich im Mittelalter das Alexiushospital. Eine heute am Fußweg eingelassene Bodenplatte weist auf das Alexiushospital hin. Bei der Zerstörung der Stadt Magdeburg im Jahr 1631 wurde auch das Alexiushospital weitgehend zerstört. In der Zeit nach 1648 bemühte sich Propst Hermann um einen Wiederaufbau des Hospitals. Die Besitzer benachbarter Kurien wehrten sich jedoch gegen diese Pläne. So wandten sich von Gnadenstedt (Regierungsstraße 27) und von Rohr (Kreuzgangstraße 5) dagegen, da das Hospital mitten auf der Straße gebaut und ihren jeweiligen Kurien die Sicht nehmen und die Ein- und Ausfahrt erschwert würde. Es entstand dann an anderer Stelle.
Im Jahr 1702 standen auf der Fläche dann zwei Häuser. In dem kleineren der beiden Gebäude lebte der Schmied Heinrich Bartelßen. Dieses Haus gehörte als Nebenhaus zum Grundstück Klosterkirchhof 1 bis 3. Das größere Haus gehörte der Tochter des Magisters Benedikt Drebes. Sie war mit dem Diakonus Stephan Mahlendorf zu Sandau verheiratet. Vermutlich war ihr Vater zuvor Eigentümer. Unter Leopold von Dessau wurde die Straße begradigt. Der Zimmermeister Joh. Heinrich Ostwald errichtete dann an der Kirche im Jahr 1727 ein neues Haus, das 1739 Marie Auguste Oschütz für 2200 Taler erwarb. 1758 erwarb es der Kammersekretär Luther nach dem Tod seiner Ehefrau, einer geborenen Oschütz. Für 3500 Taler ging es 1769 an den Kriminalrat Fabricius. 1789 kaufte es Luise Karoline Weinschenk, geborene Giebel für 4150 Taler. Sie war die Ehefrau des promovierten Medizinalrates Weinschenk.

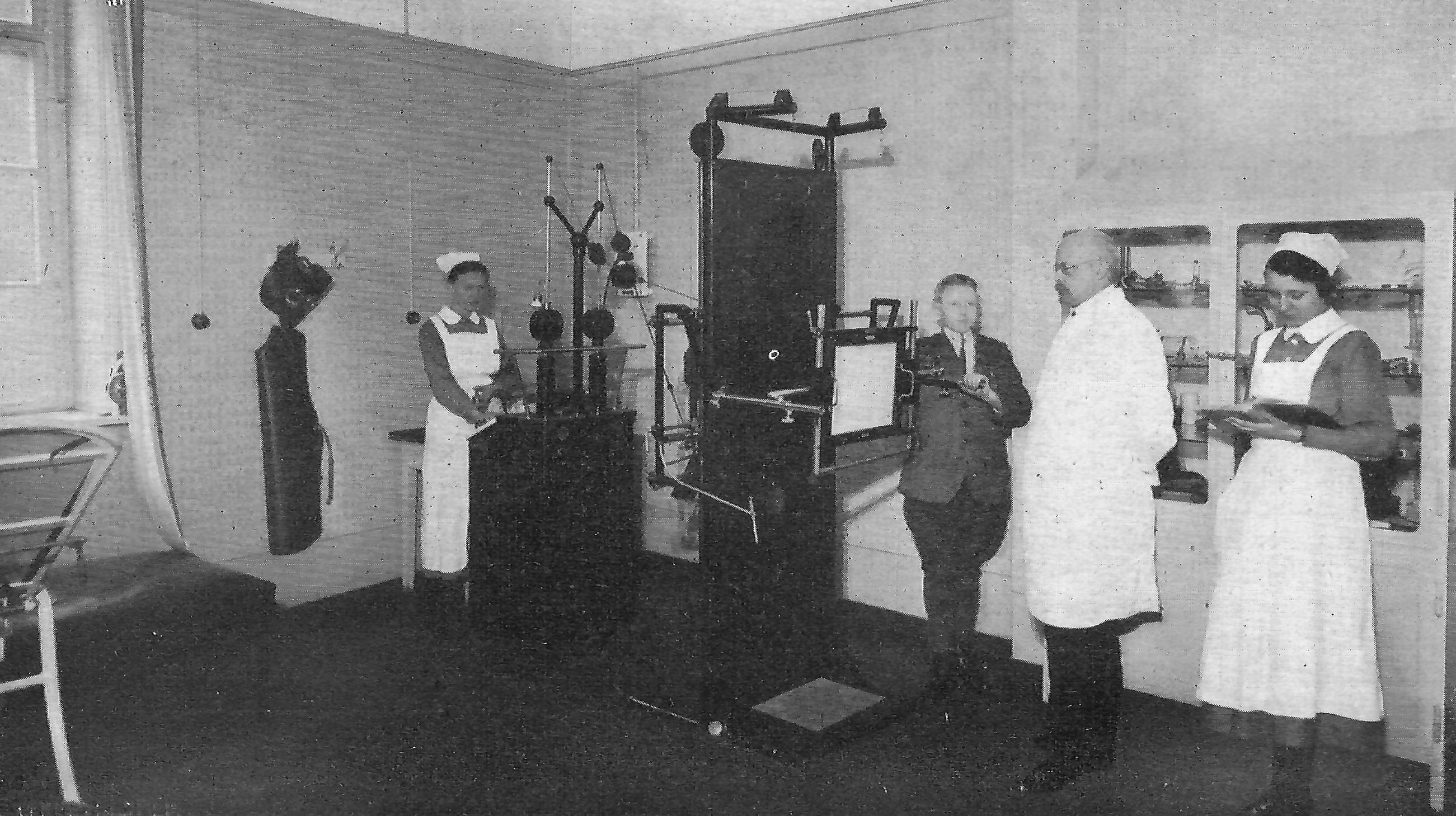
Untersuchungsraum mit Röntgenapparat im Haus Regierungsstraße 1, 1927 oder früher

Anfang des 20. Jahrhunderts gehörte das dort zwischenzeitlich errichtete drei- bis viergeschossige Haus der Allgemeinen Ortskrankenkasse Magdeburg, die hier auch ihrem Sitz hatte. Außerdem war hier auch die Geschäftsstelle der Ortsgruppe des Bundes der technischen industriellen Beamten, die Ortskrankenkasse für graphische Betriebe, der Ortsverein des Verbandes der Deutschen Buchdrucker ansässig. Später befand sich hier zudem der Paritätische Arbeitsnachweis für das Buchdruckgewerbe, wobei auch weiterhin Wohnungen bestanden.
In den 1920er Jahren wurde das Gebäude Bundeshaus des Reichsbanners Schwarz-Rot-Gold.
Ab 1934 befand sich im Haus die Staatspolizeileitstelle Magdeburg der Gestapo. Das Gebäude wurde jetzt als Eigentum des Deutschen Reichs geführt und hieß nun offiziell Horst-Wessel-Haus und spielte eine entscheidende Rolle im regionalen Unterdrückungsapparat des NS-Regimes. Auf diese Situation geht der im Volksmund entstandene Name Braunes Haus zurück, wobei Braun auf die Symbolfarbe des Nationalsozialismus verweist. Am 29. August 1942 wurde der jüdische Kaufmann Leo Conitzer, Unternehmer bei Conitzer & Co., im Haus erschlagen.

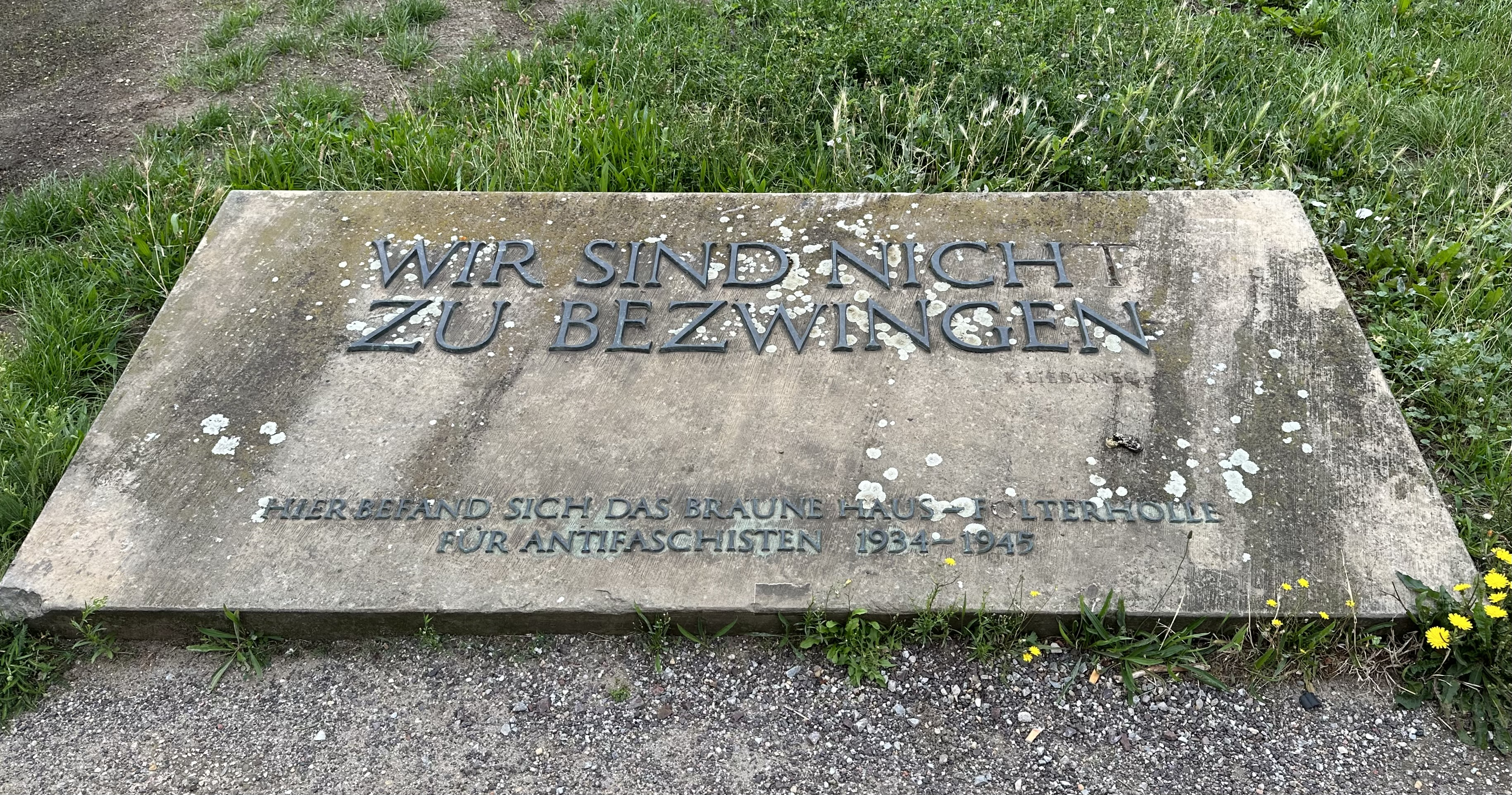
Gedenktafel, 2024

Im Zweiten Weltkrieg wurde das Gebäude zerstört und später nicht wieder aufgebaut. In der Zeit der DDR wurde zum Gedenken an die Opfer des Nationalsozialismus am ehemaligen Standort des Braunen Hauses eine Gedenkplatte verlegt.
Die Tafel trägt die Inschrift:
WIR SIND NICHT

ZU BEZWINGEN

K. LIEBKNECHT

HIER BEFAND SICH DAS BRAUNE HAUS ~ FOLTERHÖLLE

FÜR ANTIFASCHISTEN 1934 ~ 1945